# 古橋美知子
古橋 美知子（ふるはし みちこ、女性、旧姓：塩川、1951年（昭和26年）1月26日 - ）は、日本の元バレーボール選手。

## 来歴
島根県松江市出身。「他に部活がなくて」小学5年よりバレーボールを始める。四天王寺高校を経て、1969年（昭和44年）に日本リーグのユニチカ貝塚（当時）に入部。
1970年（昭和45年）に全日本メンバーに選出され、1970年（昭和45年）の世界選手権銀メダル、1972年（昭和47年）のミュンヘンオリンピック銀メダルを獲得した。
一方国内では、1973年（昭和48年）からチーム主将を務め、1976年（昭和51年）の第9回日本リーグにおいてサーブ賞を獲得し、チーム準優勝に大きく貢献した。同年ユニチカを退職し、山陰中央新報に就職。鳥取、島根両県の小中学生やママさんバレーの指導を担った。
1977年（昭和52年）に結婚するが、バレーボール指導者として足りなかった理論（スポーツ心理・トレーニング論など）を学ぶために、1978年（昭和53年）に東京の日本体育大学体育学部体育学科に単身で入学する。学生チームのセッターとして、同年のアジア大会や1979年（昭和54年）のユニバーシアードメキシコシティ大会などに出場し活躍した。在学中の1980年（昭和55年）に、2枚セッターとしてモスクワ五輪の代表メンバーに選出されるも日本政府が出場をボイコットし、悲願であった2度目のオリンピック出場はならなかった。

## 球歴
- 全日本代表としての主な国際大会出場歴
  - オリンピック - 1972年
  - 世界選手権 - 1970年

## 所属チーム
- 島根大学教育学部附属小
- 島根大学教育学部附属中
- 四天王寺高校
- ユニチカ貝塚/ユニチカ（1969-1976年）
- 日本体育大学（1978-1982年）

## 受賞歴
- 1976年 - 第9回日本リーグ サーブ賞